# Tal der Königinnen
Das Tal der Königinnen (arabisch بيبان الحريم, DMG Bībān al-Ḥarīm oder وادي الملكات / Wādī al-Malikāt, ägypt.: Ta-set-neferu „der Platz der Schönheit“) ist eine Nekropole des antiken Theben in Ägypten.
Das Tal der Königinnen liegt südlich des Tals der Könige in Theben-West. Hier wurden in über 90 Gräbern die nahen Angehörigen der Herrscher der späten 17., 18., 19. und 20. Dynastie bestattet. Der Begriff ist analog zu „Tal der Könige“ gewählt worden, doch ist diese Bezeichnung irreführend, da hier nicht nur Königinnen bestattet wurden. Das bedeutendste Grab ist das der Nefertari (QV66), der Großen königlichen Gemahlin von Ramses II. (19. Dynastie).
1979 nahm die UNESCO das Tal der Königinnen, das Tal der Könige, Karnak, Luxor und andere Stätten in Theben in das UNESCO-Welterbe auf.

## Topographie
Bei dem Tal handelt es sich um einen von Ost nach West in das thebanische Gebirge verlaufenden Einschnitt. Sein Eingang liegt ziemlich genau hinter Medinet Habu und dem Totentempel von Ramses III. Im Gegensatz zum Tal der Könige liegt die Nekropole nicht versteckt zwischen dem Felsengebirge, sondern ist ohne Hindernisse zugänglich, was schon zu alten Zeiten die Plünderung der Gräber erleichterte. Auch die Seitenwadis enthalten Grabanlagen, so dass das Tal der Königinnen nur einer von verschiedenen Bestattungsorten ist.

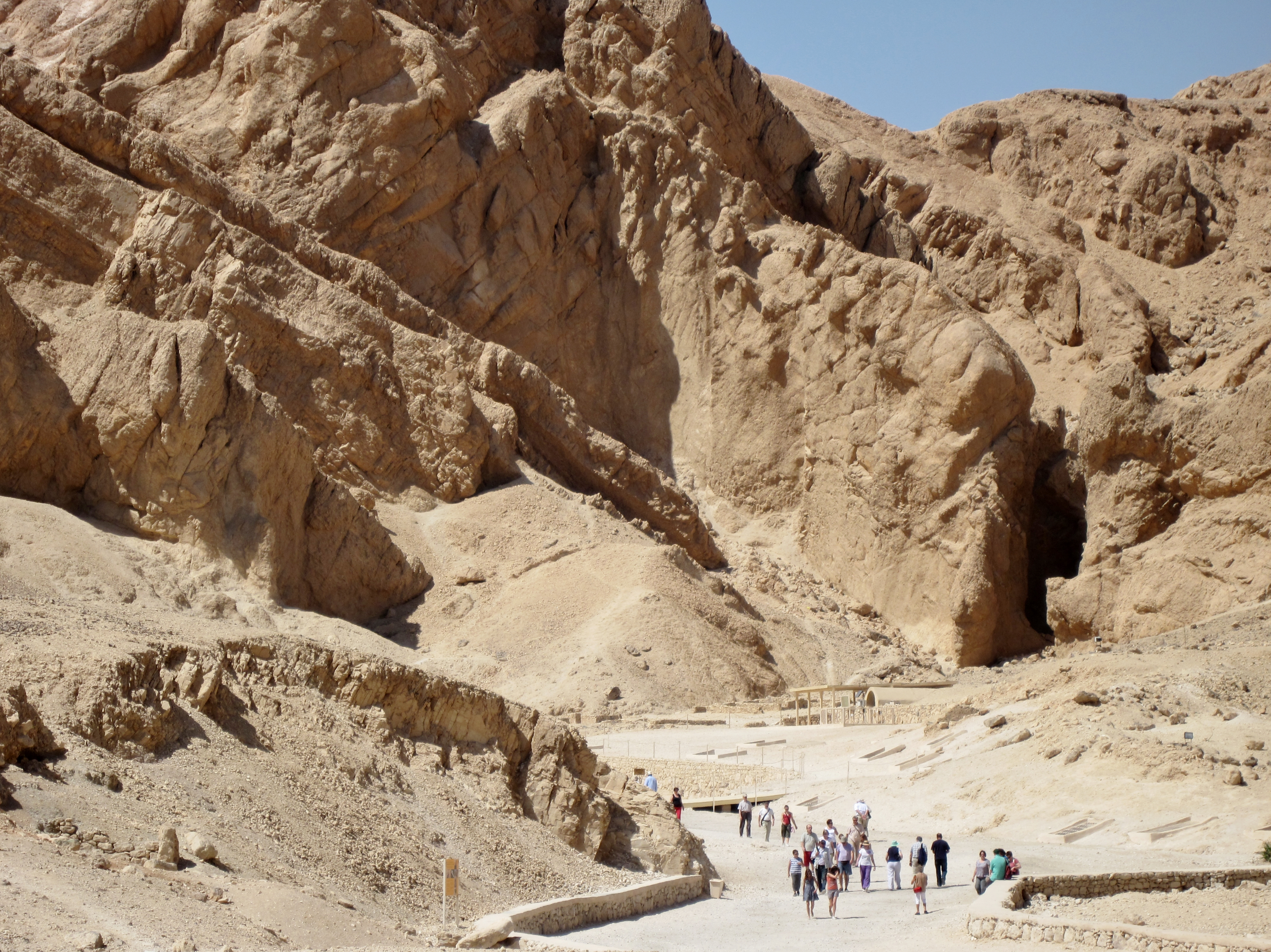
Eingang zum Tal der Königinnen

Ein wichtiger Grund für Wahl der Lage war, wie auch beim Tal der Könige, offensichtlich der Berg el-Qurn im Hintergrund des Wadis, dessen Form den Eindruck einer gewaltigen natürlichen Pyramide erweckt. Ein weiterer Grund war vermutlich eine kaskadenartige Höhle im Hintergrund des Tals. Bei starken Niederschlägen ergießt sich über der Grotte ein kleiner Wasserfall, und der besonders geformte Einschnitt der Grotte nimmt die Wassermassen auf. Dabei besteht eine Verbindung zur Göttin Hathor, der Schutzherrin von Grotten und Felskapellen. Das belegen verschiedene Wandmalereien im höhlenartigen Einschnitt, in denen Hathor in ihrer menschlichen Erscheinungsform oder als Kuh dargestellt wird.

## Geschichte
Bei den frühen Gräbern, die ans Ende der 17. und in die frühe 18. Dynastie datieren, handelt es sich vorwiegend um einfache Schachtanlagen mit einer Kammer. In dieser Zeit wurden hier meist hohe Beamte bestattet, zum Beispiel ein Wesir (QV46) oder ein Stallmeister (QV30). Das erste Grab einer Königin gehört eventuell Mutnedjemet, der Gemahlin von Haremhab, die vielleicht in QV37 ihr Grab hatte.
Erst in der 19. Dynastie wurde der Ort zum regulären Bestattungsplatz von Königsgemahlinnen. Als erste sichere Königin ist Satre zu nennen, die Gemahlin von Ramses I., deren Grab jedoch nie vollendet wurde. Ab dieser Zeit wurden die Gräber auch mit Reliefs und Malereien dekoriert, während sie vorher immer ohne Schmuck waren. Mit Mut-Tuya, der Gemahlin von Sethos I., erhielt im Tal wiederum eine Königin ein Grab. In der folgenden Generation, unter Ramses II., sind sogar fünf der sieben Hauptgemahlinnen des Herrschers hier begraben worden.
In der Folgezeit wurden jedoch nur noch vereinzelt Königinnen wie Titi oder Tanedjemet beigesetzt, deren genaue Einordnung in der ägyptischen Geschichte immer noch unsicher ist. Unter Ramses III. wurden hier schließlich einige Prinzen bestattet, die relativ große und reich dekorierte Grabanlagen ihr Eigen nennen konnten. Eine letzte Benutzungsphase datiert in die Dritte Zwischenzeit. Damals wurden einige der alten Gräber als Massengrabstätten benutzt.

## Architektur
Es lassen sich drei Grundtypen von Gräbern feststellen:
- Die Gräber der 18. Dynastie: Bei diesen ältesten Anlagen handelt es sich um einfache, undekorierte Schachtgräber. Diese hatten meist nur einen Raum, seltener ein oder zwei Nebenkammern. Sie sind weder reliefiert noch bemalt, wodurch es oft schwerfällt, die Besitzer zu identifizieren. Es handelt sich hauptsächlich um Prinzen, aber auch um Prinzessinnen, Würdenträger und Beamte.
- Die Gräber der Königinnen der 19. und 20. Dynastie: Im Gegensatz zu den Gräbern der 18. Dynastie sind diese Gräber als richtige Totenwohnungen angelegt worden und bilden ein veritables Gegenstück zum Tal der Könige. Sie bestehen in der Regel aus zwei großen, hintereinander liegenden Räumen. Es gab bis zu fünf Nebenkammern. Sie sind meist reich dekoriert. Die Darstellungen folgen einem bestimmten ikonographischen Programm: Reise der Verstorbenen ins Reich des Osiris (Jenseits) und zum Licht des Re (Diesseits).
- Die Prinzengräber der 20. Dynastie sind lange, schlauchartige Anlagen, von denen nur der letzte Raum, die Grabkammer, etwas größer ist. Von allen Räumen können Nebengelasse abgehen.

Eine Besonderheit dieser Gräber ist das Fehlen jeder Spur von Oberbauten. Es wurden in der näheren Umgebung weder Anzeichen von kleinen Kultgebäuden noch von Grabstelen gefunden. Als erstes muss man in Betracht ziehen, dass nie irgendwelche Oberbauten existiert haben und es somit nie einen Grabkult gegeben hat, was aber angesichts des vornehmen Rangs der bestatteten Personen eher unwahrscheinlich ist. Eine weitere Möglichkeit wäre, dass Grabkapellen errichtet und irgendwann zerstört wurden, aber in diesem Fall hätte man eigentlich Spuren finden müssen. Es bleibt noch eine dritte Möglichkeit: Es gab eine klare Trennung zwischen dem Grab und dem Kultgebäude. Letzteres könnte an einem ganz anderen Ort als der Nekropole gelegen haben, vielleicht in der Nähe der Millionenjahrhäuser der 18. Dynastie.

## Erforschung
Einige Darstellungen in den Gräbern wurden schon um 1828/29 von dem Italiener Ippolito Rosellini kopiert. Weitere Besucher waren 1840 Mitglieder der Lepsius-Expedition, die wiederum einzelne Szenen kopierten und verschiedene Grabanlagen beschrieben. Systematische Ausgrabungen fanden zwischen 1903 und 1905 vor allem durch den Italiener Ernesto Schiaparelli statt, der auch das Grab der Nefertari (QV66) entdeckte. 1924 und von 1936 bis 1937 unternahm Giulio Farina erneut Nachforschungen, welche aber relativ erfolglos blieben und so gab er die italienische Grabungskonzession an die Antikenverwaltung zurück.
Obwohl die wichtigsten Gräber gut dokumentiert und für den Tourismus zweckmäßig hergerichtet wurden, fehlen für dutzende andere Gräber gründliche Dokumentationen und adäquate Restaurierungsarbeiten. Um dem gerecht zu werden, bemüht sich seit 1968 das CEDAE (Centre d’Etude et de Documentation sur l’ancienne Egypte) in Zusammenarbeit mit dem CNRS (Centre national de la recherche scientifique) um gründliche Schutzmaßnahmen zur Erhaltung der Gräber im Tal der Königinnen.

## Liste der Gräber
- QV1 – unbekannt, 18. Dynastie
- QV2 – unbekannt, 18. Dynastie
- QV3 – unbekannt, 18. Dynastie
- QV4 – unbekannt, 18. Dynastie
- QV5 – unbekannt, 18. Dynastie
- QV6 – unbekannt, 18. Dynastie
- QV7 – unbekannt, 18. Dynastie
- QV8 – Prinz Hori und unbekannte Prinzessin, 18. Dynastie
- QV9 – unbekannt, 18. Dynastie
- QV10 – unbekannt, 18. Dynastie
- QV11 – unbekannt, 18. Dynastie
- QV12 – unbekannt, 18. Dynastie
- QV13 – unbekannt, 18. Dynastie
- QV14 – unbekannt, 18. Dynastie
- QV15 – unbekannt, 18. Dynastie
- QV16 – unbekannt, 18. Dynastie
- QV17 – Prinzessin Meritre (I) und Urmerutes, 18. Dynastie
- QV18 – unbekannt, 18. Dynastie
- QV19 – unbekannt, 18. Dynastie
- QV20 – unbekannt, 18. Dynastie
- QV21 – unbekannt, 18. Dynastie
- QV22 – unbekannt, 18. Dynastie
- QV23 – unbekannt, 18. Dynastie
- QV24 – unbekannt, 20. Dynastie
- QV25 – unbekannt, 18. Dynastie
- QV26 – unbekannt, 18. Dynastie
- QV27 – unbekannt, 18. Dynastie
- QV28 – unbekannt, 18. Dynastie
- QV29 – unbekannt, 18. Dynastie
- QV30 – Nebiri, 18. Dynastie
- QV31 – unbekannte Prinzessin oder Königin, 19. Dynastie
- QV32 – unbekannt, 18. Dynastie
- QV33 – Tanedjemet, 19. Dynastie
- QV34 – unbekannte Prinzessin oder Königin, Anfang 19. Dynastie
- QV35 – unbekannt, 18. Dynastie
- QV36 – unbekannte Prinzessin oder Königin, Anfang 19. Dynastie
- QV37 – unbekannt, 18. Dynastie
- QV38 – Satre (Mutter des Königs Sethos I.), Anfang 19. Dynastie
- QV39 – unbekannt
- QV40 – unbekannte Prinzessin oder Königin, Anfang 19. Dynastie
- QV41 – unvollendetes Grab, 20. Dynastie
- QV42 – Paraherwenemef, 20. Dynastie
- QV43 – Sethherchepeschef, 20. Dynastie
- QV44 – Chaemwaset, 20. Dynastie
- QV45 – unvollendetes Grab, 20. Dynastie
- QV46 – Wesir Imhotep, 18. Dynastie
- QV47 – Königstochter Ahmose 17.–18. Dynastie
- QV48 – unbekannt, 18. Dynastie
- QV49 – unbekannt, 19.–20. Dynastie
- QV50 – unbekannt, 19.–20. Dynastie
- QV51 – Isis II. (Isettahemdjert), 20. Dynastie
- QV52 – Titi, 20. Dynastie
- QV53 – Ramses-Meriamun (Prinzengrab von Ramses IV.), 20. Dynastie
- QV54 – unvollendetes Grab, 20. Dynastie
- QV55 – Amunherchepeschef, 20. Dynastie
- QV56 – unvollendetes Grab, 19. Dynastie
- QV57 – unvollendetes Grab, 19. Dynastie
- QV58 – unbekannt, 19. Dynastie
- QV59 – unbekannt, 18. Dynastie
- QV60 – Nebettaui, 19. Dynastie
- QV61 – unbekannt, 18. Dynastie
- QV62 – unbekannt, 18. Dynastie
- QV63 – unbekannt, 18. Dynastie
- QV64 – unbekannt, 18. Dynastie
- QV65 – unbekannt, 18. Dynastie
- QV66 – Nefertari Meri-en-Mut, 19. Dynastie
- QV67 – unbekannt, 18. Dynastie
- QV68 – Meritamun, 19. Dynastie
- QV69 – unbekannt, 18. Dynastie
- QV70 – Nehesi, 18. Dynastie
- QV71 – Prinzessin Bintanat, 19. Dynastie
- QV72 – Prinzessin Neferhat und Prinz Baki, 18. Dynastie
- QV73 – Henut-taui, 19. Dynastie
- QV74 – Tentopet (Duatentipet), 20. Dynastie
- QV75 – Henut-mi-Ra, 19. Dynastie
- QV76 – Prinzessin Meritre II., 18. Dynastie
- QV77 – unbekannt, 18. Dynastie
- QV78 – unbekannt, 18. Dynastie
- QV79 – unbekannt, 18. Dynastie
- QV80 – (Mut-)Tuja, 19. Dynastie
- QV81 – Heka-(..), 18. Dynastie
- QV82 – Prinz Minemhat und Amenhotep, 18. Dynastie
- QV83 – unbekannt, 18. Dynastie
- QV84 – unvollendetes Grab, 20. Dynastie
- QV85 – unvollendetes Grab, 20. Dynastie
- QV86 – unvollendetes Grab, 20. Dynastie
- QV87 – unbekannt, 18. Dynastie
- QV88 – Ahmes (Prinz), 18. Dynastie
- QV89 – unbekannt, 18. Dynastie
- QV90 – unbekannt, 18. Dynastie
- QV91 – unbekannt, 18. Dynastie
- QV92 – unbekannt, 18. Dynastie
- QV93 – unbekannt, 18. Dynastie
- QV94 – unbekannt, 18. Dynastie
- QV95 – unvollendetes Grab, 20. Dynastie